# Wilbrand Korff gen. Schmising
Wilbrand Korff gen. Schmising (* im 16. Jahrhundert; † 24. Dezember 1557) war Domherr in Münster.

## Leben

### Herkunft und Familie
Wilbrand Korff gen. Schmising entstammte dem westfälischen Adelsgeschlecht Korff, dessen Familienzweige zu den ältesten landsässigen Adelsfamilien des Münsterlandes gehören. Zahlreiche namhafte Persönlichkeiten sind daraus hervorgegangen. Er war der Sohn des Caspar (Jaspar) Korff gen. Schmising zu Harkotten und dessen Gemahlin Anna von Merveldt.
Seine Brüder Hermann und Bernhard waren Domherren in Münster und Otto, sein Onkel, in den Jahren 1484 bis 1494 Domdechant in Münster.

### Wirken
Am 4. September 1535 wurde Wilbrand vom Bischof Franz von Waldeck zum Verwalter des friesischen Kammeramts bestellt, nachdem Gisbert Ketteler verstorben war. Anfang des 14. Jahrhunderts hatten sich fünf Kirchspiele nahe Groningen unter den Schutz des Bischofs von Münster gestellt, so dass die friesischen Gebiete zum Verwaltungsbereich des Bistums Münster gehörten. 1540 findet er als Domherr Erwähnung. Das Amt des Dombursars übernahm er am 29. September 1548. Damit verbunden war die Leitung des Wirtschaftsbetriebes im Domkapitel. Seine Wahl zum Propst des Alten Doms zu Münster fiel auf den 20. August 1552. Wilbrand war auch im Besitz der Obedienz Blasii.